# Dimitrie Greceanu
Dimitrie A. Grecianu (n. 10 august 1859, Iași, Principatele Unite ale Moldovei și Țării Românești – d. 10 decembrie 1920, București, România) a fost un politician și ministru român. 
A fost membru al Partidului Conservator. A îndeplinit funcția de ministru al justiției în perioadele 15 iunie 1906 - 12 martie 1907 și 27 august 1920 - 1 ianuarie 1921, apoi pe cea de ministru al lucrărilor publice în perioadele 11 decembrie 1916 - 28 ianuarie 1918 și 13 iunie - 16 noiembrie 1920.
În perioada 6 ianuarie 1911 - 30 aprilie 1912 a îndeplinit funcția de primar al municipiului Iași. 
A murit la spital în urma exploziei unei bombe artizanale plasate la 8 decembrie 1920, în Senatul României de către anarhistul Max Goldstein și de complicii acestuia, Saul Osias și Leon Liechtblau. Ca urmare a atentatului, au mai murit episcopul greco-catolic de Oradea Mare, Demetriu Radu și senatorul Spirea Gheorghiu (decedat la spital), iar președintele Senatului, Constantin Coandă a fost rănit.

## Vezi și

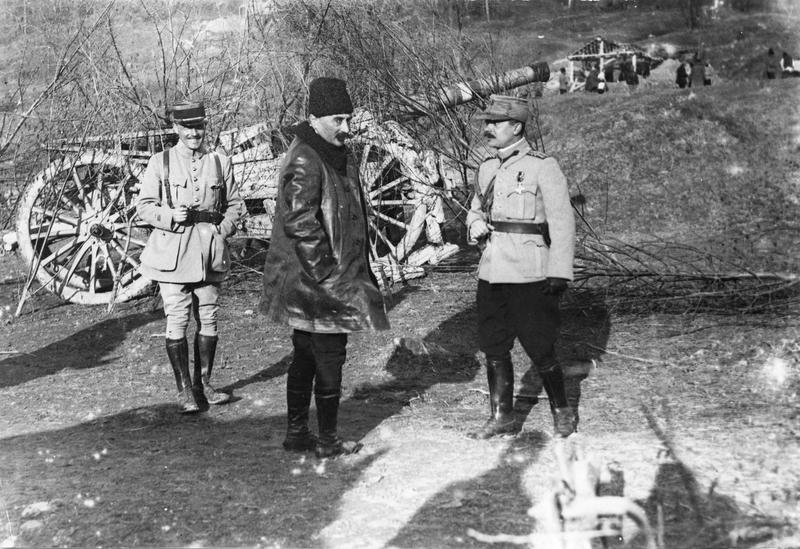
Vizita ministrului Greceanu pe front, 1917